# Cilindro de Marboré
De Cilindro de Marboré (Kortweg: Cilindro, Frans: Cylindre du Marboré) is een 3328 meter hoge berg van het massief van de Monte Perdido in de Spaanse Pyreneeën. De Cilindro bevindt zich ten noordwesten van de Monte Perdido en vormt tezamen met deze berg en de Soum de Ramond de zogeheten Très Sororès of Drie Zussen. De berg vormt de zevende hoogste berg van de Pyreneeën en behoort tot de centrale Pyreneeën.
Vanaf de top van de Cilinder kan men relatief gemakkelijk de Pic du Marboré bereiken en dus de hoofdkam die de grens vormt tussen Frankrijk en Spanje. Beiden zijn verbonden via een relatief vlak plateau.
"Marboré" betekent marmer en heeft twee mogelijke oorsprongen. Ofwel verwijst dit naar een voormalige marmergroeve aan de voet van de zone van de Cilindro de Marboré en de Pic du Marboré, ofwel verwijst het naar de vroege geologische theorieën uit de achttiende eeuw waarin men dacht dat het gesteente van de Monte Perdido uit een zo'n harde soort kalksteen bestond dat dit wel marmer moest zijn. Marmer is de metamorfe vorm van kalksteen.

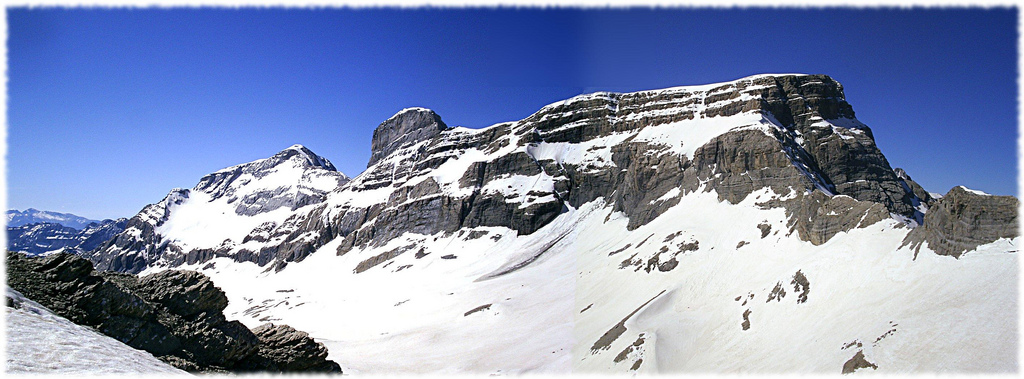
Zicht op de Pic du Marboré (rechts vooraan), de Cilinder (centraal) en de Monte Perdido (links achteraan)